# Salvinia michelii
Salvinia michelii là một loài dương xỉ trong họ Salviniaceae. Loài này được Loefl. mô tả khoa học đầu tiên năm 1758.
Danh pháp khoa học của loài này chưa được làm sáng tỏ. 